# Panicum vatovae
Panicum vatovae är en gräsart som beskrevs av Emilio Chiovenda. Panicum vatovae ingår i släktet vipphirser, och familjen gräs. Inga underarter finns listade i Catalogue of Life.